# Yuzo Takada
Yuzo Takada (高田裕三 Takada Yūzō?) nacido el 21 de marzo de 1963 en Edogawa Japón. Su seudónimo es Yūji Takada (高田裕次  Takada Yūji?). Es un mangaka japonés reconocido por sus obras de temáticas sobrenaturales 3x3 Ojos y Blue Seed , incluyendo la serie La invencible Nuku Nuku de temática humorística.

## Biografía
Antes de empezar con su carrera de Mangaka. Takada trabajó como asistente de Fujihiko Hosono, su primer trabajo apareció en noviembre de 1988 en la revista Young Magazine.Tokonatsu Bank, empezó con su publicación en enero de 1984 hasta febrero de 1985.
En 1987 crea uno de los mangas que salto a la fama 3x3 Ojos bajo la editorial Kodansha en la revista Young Magazine y en 1991 salió una adaptación en formato OVA de siete episodios y en 1993 ganó el Kodansha Manga Award por la misma serie 3x3 Ojos.
Ese mismo año, 1987. Nace el manga Every Day is Sunday, conocida en español como "Siempre es domingo" por la editorial Futabasha, en España se editó por Planeta DeAgostini comics en los 90s y por Mangaline en la década del 2000 en dos tomos. Se hizo un OVA de seis episodios en 1990.
En 1990 cosecha otro éxito esta vez de temática cómica de una chica robot con actitudes de un gato llamada La invencible Nuku Nuku bajo la editorial Kadokawa shoten.
En 1992 crea una obra inspirada en la mitología japonesa y los conceptos de la naturaleza Blue Seed. Publicado por la editorial Takeshobō, se adaptó una serie animada y un OVA.
Takada también ha trabajado en el ámbito de videojuegos como diseñador de personajes y la ilustración, en el juego RPG "Just Breed" de la empresa Enix.

## Trabajos
- Shuushoku Beginner (1983)
- Endless Summer Bank aka Tokonatsu Bank (2 de enero de 1984–18 de febrero de 1985)
- Tour Conductor, Nikumori (3 de marzo de 1985–1 de septiembre de 1986)
- Sportion KIDs (17 de noviembre de 1986–2 de noviembre de 1987)
- Every Day is Sunday (13 de noviembre de 1987–10 de febrero de 1989)
- 3x3 Eyes (14 de diciembre de 1987–2002)
- Toritsuki-kun (February 1989–March 1991)
- All Purpose Cultural Cat Girl Nuku Nuku (1990)
- Blue Seed (1992–1995)
- The New All-Purpose Cultural Cat Girl Nuku Nuku (1997–1998)
- Genzou Hitogata Kiwa (1998–2004)
- Tsukumo Nemuri Shizume (2004–)
- Little Jumper (2004–)
- Ultraman - The First  (2004–)